# CSB 8020
USCGC Morgenthau (WHEC 722) là chiếc thứ 8 trong số 12 tàu tuần duyên hạng nặng (WHEC) thuộc lớp tàu tuần duyên Hamilton từng được biên chế cho Tuần duyên Hoa Kỳ, được chế tạo bởi Nhà máy đóng tàu Avondale ở New Orleans, Louisiana. Tàu Morgenthau được đưa vào biên chế ngày 10 tháng 3 năm 1969. Sau 48 năm hoạt động liên tục, lực lượng Bảo vệ Bờ biển Hoa Kỳ đã cho tàu ngừng hoạt động vào ngày 18 tháng 4 năm 2017 và con tàu đã được bán cho Việt Nam. Ngày 27 tháng 5 năm 2017, Cảnh sát biển Việt Nam đã biên chế tàu này với phiên hiệu CSB 8020.
Trong thập niên 1960-1970, tàu tuần duyên lớp Hamilton là niềm tự hào của lực lượng tuần duyên Hoa Kỳ với nhiều trang bị công nghệ tiên tiến. Từ năm 2011, nhận thấy các tàu lớp Hamilton bắt đầu vượt quá niên hạn sử dụng, Tuần duyên Hoa Kỳ bắt đầu tiến hành loại biên các tàu thuộc lớp này và thay thế chúng bằng lớp tàu tuần duyên Legend.
Trong thập niên 1960, điểm nổi trội của các tàu lớp Hamilton là động cơ turbine đôi, có khả năng tăng tốc cho tàu từ 0 đến 30 hải lý trong vòng 60 giây (và với các cánh quạt có thể thay đổi mặt cắt lớn của nó, việc dừng hãm tàu cũng được thực hiện hoàn toàn nhanh chóng). Hơn nữa, do được thiết kế trong giai đoạn Chiến tranh Lạnh, các tàu lớp Hamilton ban đầu đều được cấu hình cho tác chiến chống ngầm (ASW), bao gồm khả năng phát hiện, theo dõi và tiêu diệt tàu ngầm.
Các tàu lớp Hamilton đều được trang bị sàn đáp máy bay trực thăng và nhà chứa máy bay có thể thu vào để chứa máy bay trực thăng cho các nhiệm vụ. Các tính năng khác đáng chú ý vào thời điểm đó bao gồm một chân vịt có thể thay đổi độ cao và bộ đẩy mũi tàu, cho phép con tàu cập cầu cảng theo phương ngang. Như những con tàu hiện đại khác, các tàu lớp Hamilton có không gian sinh hoạt khá thoải mái cho các sĩ quan và thuyền viên, có thể thực hiện hải trình liên tục trên biển trong 45 ngày mà không cần tiếp tế.
Trong 48 năm phục vụ (1969-2017), Morgenthau đã nhận được nhiều khen thưởng, bao gồm cả Bằng khen Đơn vị có công của Hải quân vào năm 1971 trong Chiến tranh Việt Nam, Ribbon Hành động Chiến đấu cho Thuyền trưởng và thủy thủ đoàn năm 1971, và nhiều giải Tác chiến cấp "E" (Giải thưởng Hiệu quả Chiến đấu) cho thành tích xuất sắc và vượt trội cho các thành tích của kíp tàu.
Khi mới được đưa vào hoạt động, Morgenthau có một huy hiệu kiểu chiếc khiên, với phương châm "Hiệu quả và Danh dự là Định mệnh của Chúng ta."  Đến năm 1977, Morgenthau được chuyển đến Khu vực Vịnh San Francisco và gia nhập căn cứ tại Alameda, huy hiệu tàu được thay đổi thành kiểu tròn với khẩu hiệu tiếng Latinh Decus Pacifici (mặc dù từ tiếng Latinh decus có thể có những ý nghĩa khác nhau, Cảnh sát biển Hoa Kỳ dịch khẩu hiệu là "Niềm tự hào của Thái Bình Dương").

## Lược sử
Khi được đưa vào hoạt động vào năm 1969, Morgenthau được biên chế về căn cức tại Đảo Thống đốc, New York.
Từ năm 1970 đến năm 1971, tàu Morgenthau phục vụ tại Việt Nam, tham gia Chiến dịch Market Time của Hải quân Hoa Kỳ.
Năm 1977, Morgenthau chuyển đến bờ biển Thái Bình Dương và thuộc biên chế  Bộ Tư lệnh Hỗ trợ Tích hợp Alameda, Đảo Bảo vệ Bờ biển, Alameda, California. Tàu gia nhập căn cứ ở Alameda cho đến tháng 12 năm 2012.
Vào tháng 1 năm 2013, Morgenthau di chuyển đến cảng căn cứ mới ở Honolulu, Hawaii sau ngày 13 tháng 12 năm 2012, hoán đổi thân tàu với thủy thủ đoàn của USCGC Jarvis (WHEC-725), Jarvis dự kiến ngừng hoạt động và chuyển giao cho hải quân nước ngoài. ("hull swap": trong thuật ngữ hải quân, "hoán đổi thân tàu" là một hoạt động trong đó toàn bộ thủy thủ đoàn của một con tàu chuyển sang vận hành một con tàu tương tự khác.)
Năm 2016, lực lượng Tuần duyên Hoa Kỳ thông báo rằng vào ngày 18 tháng 4 năm 2017, tàu Morgenthau sẽ ngừng hoạt động từ cảng căn cứ của nó ở Honolulu, Hawaii.
Vào ngày 18 tháng 4 năm 2017, USCGC Morgenthau được cho ngừng hoạt động tại Trạm Cảnh sát Biển, Đảo Cát, Honolulu, Hawaii.
Sau khi ngừng hoạt động, tàu được loại bỏ một số trang thiết bị và vũ khí, và đã được bán lại cho Việt Nam sau khi được tân trang.
Hoa Kỳ đã chuyển giao Morgenthau cho Cảnh sát biển Việt Nam vào ngày 28 tháng 5 năm 2017, theo chương trình Điều khoản Quốc phòng dư thừa. Việt Nam đã đưa vào biên chế tàu với tên mới là CSB 8020.

## Chương trình thay thế và chuyển giao cho nước ngoài
Các tàu lớp Hamilton đã trải qua quá trình Cải tạo và Hiện đại hóa Hạm đội ("FRAM") vào đầu thập niên 1990. Phù hợp với kế hoạch dài hạn, Morgenthau và 11 tàu còn lại thuộc lớp Hamilton dần được thay thế bằng lớp tàu tuần duyên Legend (dự định tổng số 9 chiếc). Lớp tàu Legend được cho là có trang bị tốt hơn, giảm thiểu tín hiệu radar và bền hơn, an toàn hơn và hiệu quả hơn so với các tàu lớp Hamilton, vốn được thiết kế từ thập niên 1960.
Theo Đạo luật Bán hàng Quân sự Nước ngoài, Đạo luật Hỗ trợ Nước ngoài, hoặc các chương trình khác, các tàu lớp Hamilton đã ngừng hoạt động được tân trang để bán hoặc chuyển giao cho nước ngoài. Kể từ tháng 2 năm 2017, các tàu lớp Hamilton đã ngừng hoạt động và được chuyển giao cho nước ngoài gồm: USCGC Chase (WHEC-718) cho Hải quân Nigeria với tên gọi NNS Thunder (F90); USCGC Gallatin (WHEC-721) cho Hải quân Nigeria với tên gọi NNS Okpabana (F93); USCGC Hamilton (WHEC-715) cho Hải quân Philippines với tên gọi BRP Gregorio del Pilar (PF-15); USCGC Jarvis (WHEC-725) đến Hải quân Bangladesh với tên gọi BNS Somudra Joy (F-28); USCGC Dallas (WHEC-716) cho Hải quân Philippines với tên gọi BRP Ramon Alcaraz (PF-16).;; USCGC Boutwell (WHEC-719) cho Hải quân Philippines với tên gọi BRP Andrés Bonifacio (PF-17); USCGC Rush (WHEC-723) cho Hải quân Bangladesh với tên gọi BNS Somudra Avijan (F-29); và tàu USCGC Morgenthau (WHEC-722) cho Cảnh sát biển Việt Nam với tên gọi CSB 8020.
Một số tàu được tái trang bị vũ khí hải quân để giữ các vai trò quan trọng như soái hạm hoặc tàu khu trục chủ lực trong một số lực lượng hải quân như Hải quân Bangladesh hoặc Hải quân Philippines...

## Hoạt động nổi bật: 1970-1971 (Chiến tranh Việt Nam)
Ngay sau khi được đưa vào hoạt động vào năm 1970, tàu Morgenthau đã lên đường đến Việt Nam để phục vụ trong Chiến dịch Market Time của Hải quân Hoa Kỳ.
Morgenthau cực kỳ tích cực trong Chiến tranh Việt Nam: tham gia hoạt động tuần duyên và kiểm tra các tàu và thuyền của Bắc Việt và Việt Cộng bị nghi ngờ vận chuyển súng, đạn dược và vật tư, các nhiệm vụ hỗ trợ pháo kích hải quân cho Lục quân và Thủy quân lục chiến Hoa Kỳ, cung cấp các hoạt động chăm sóc y tế cho người dân Nam Việt Nam (MEDCAPS - chương trình hành động công dân), tham gia các nhiệm vụ đổ bộ (Navy SEAL), và nhiệm vụ tuần tra chung 24/7.
Trong Chiến dịch Market Time, trong khi thực hiện nhiệm vụ tuần tra tại vùng nước gần bờ, Morgenthau gặp phải một vụ va chạm gây hư hại đáng kể. Tàu được lai dắt về căn cứ tại Vịnh Subic, Philippines, và đã trải qua một tháng trong bãi cạn để sửa chữa, trước khi trở lại nhiệm vụ tại Việt Nam cho đến tháng 8 năm 1971.

## Hoạt động nổi bật: 1972 đến 2017
Năm 1977, Morgenthau trở thành tàu tuần duyên đầu tiên có phụ nữ được bổ nhiệm phục vụ trên tàu. Tàu thứ hai sau đó cũng là một chiếc thuộc lớp Hamilton, chiếc USCGC Mellon (WHEC-717).
Năm 1989, Morgenthau được cho ngừng hoạt động để thực hiện một cuộc cải tạo lớn trong khuôn khổ chương trình Cải tạo và Hiện đại hóa Hạm đội (FRAM). Chương trình FRAM thực hiện nhiều nâng cấp lớn, bao gồm cải thiện không gian sống và nhà chứa máy bay, nâng cấp hệ thống kỹ thuật và cập nhật / hiện đại hóa các loại vũ khí và cảm biến chính. Sau khi hoạt động trở lại vào năm 1991, Morgenthau tiếp tục các sứ mệnh ở Thái Bình Dương.
Vào mùa thu năm 1996, Morgenthau là chiếc tàu tuần duyên đầu tiên của Hoa Kỳ triển khai đến Vịnh Ba Tư. Tham gia vào Chiến dịch Vigilant Sentinel, Morgenthau đã thực thi các lệnh trừng phạt của Liên hợp quốc áp dụng đối với Iraq.
Sau khi trở về từ Vịnh Ba Tư, Morgenthau tiếp tục các nhiệm vụ ở Thái Bình Dương, thường triển khai đến Đường ranh giới hàng hải ở eo biển Bering để giám sát các nguồn tài nguyên môi trường và nghề cá quý giá của Alaska, cũng như tiếp tục các nỗ lực ngăn chặn người nhập cư và ma túy ngoài khơi đảo Guam. và Trung và Nam Mỹ.
Đầu năm 2001, khi đang tuần tra kiểm soát ma túy ngoài khơi México, Morgenthau đã bắt giữ lượng cocaine trị giá 32 triệu USD.

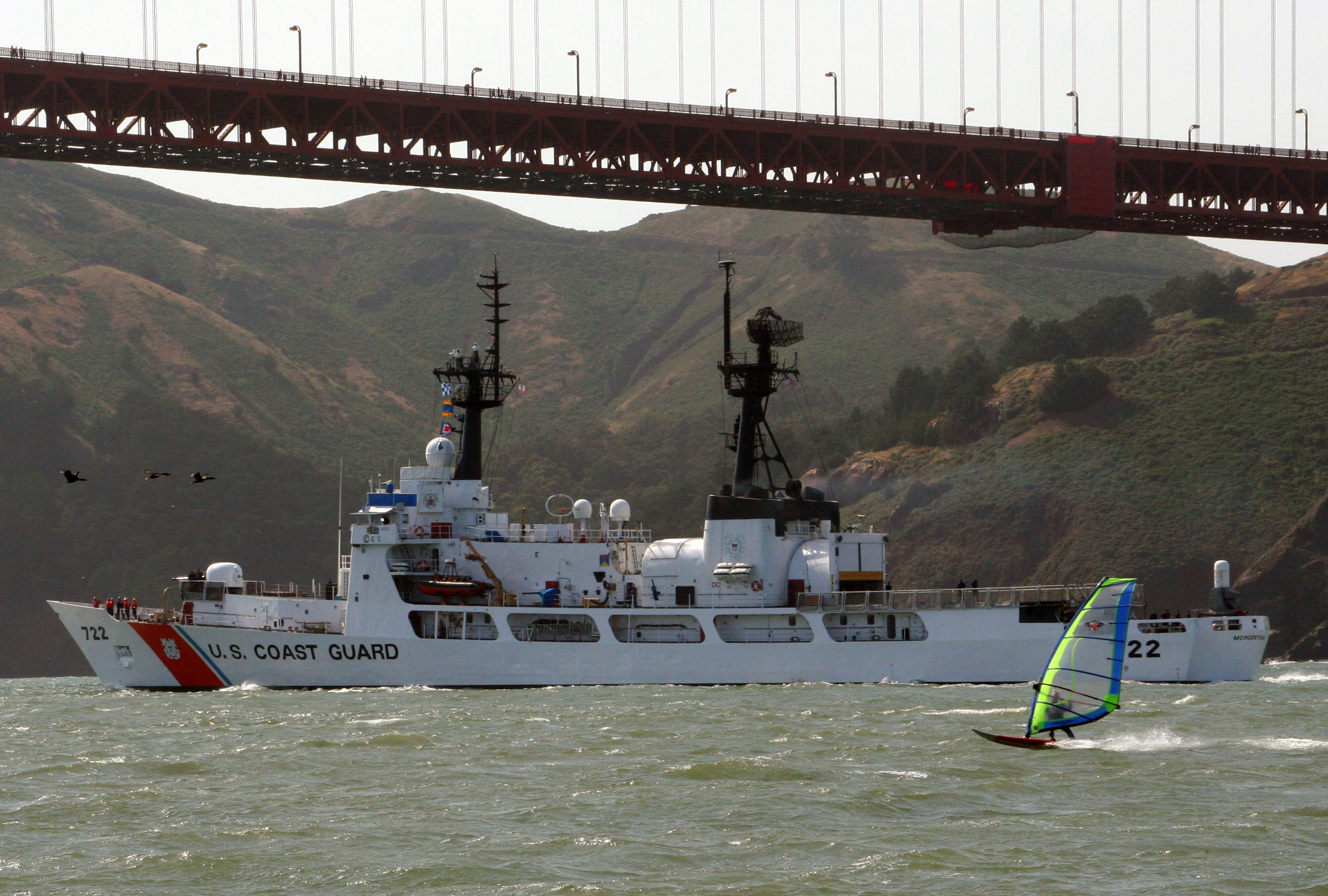
Morgenthau dưới Cầu Cổng Vàng vào tháng 5 năm 2007, khi đang di chuyển ra biển.

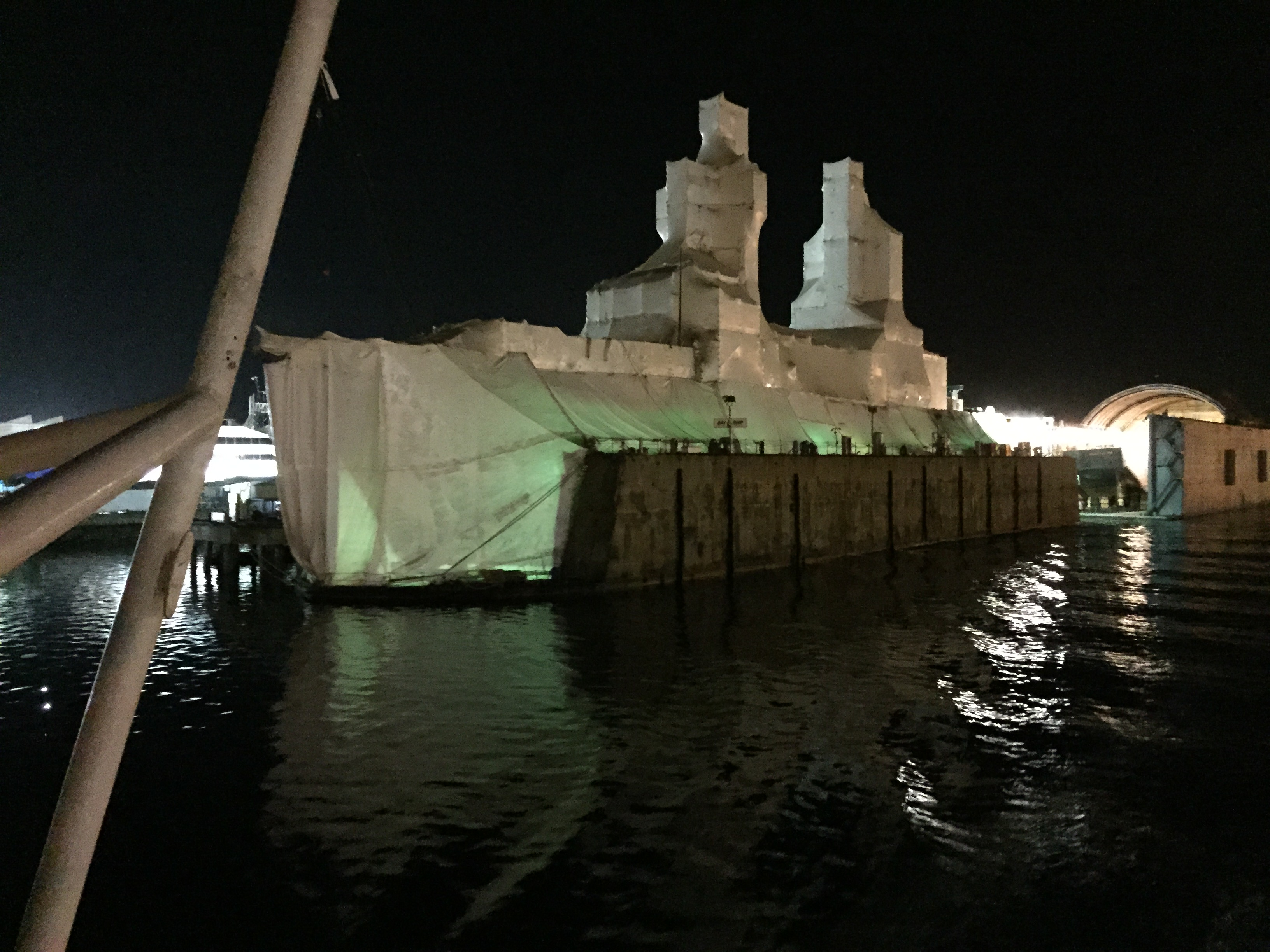
Được bao bọc tại bến tàu khô
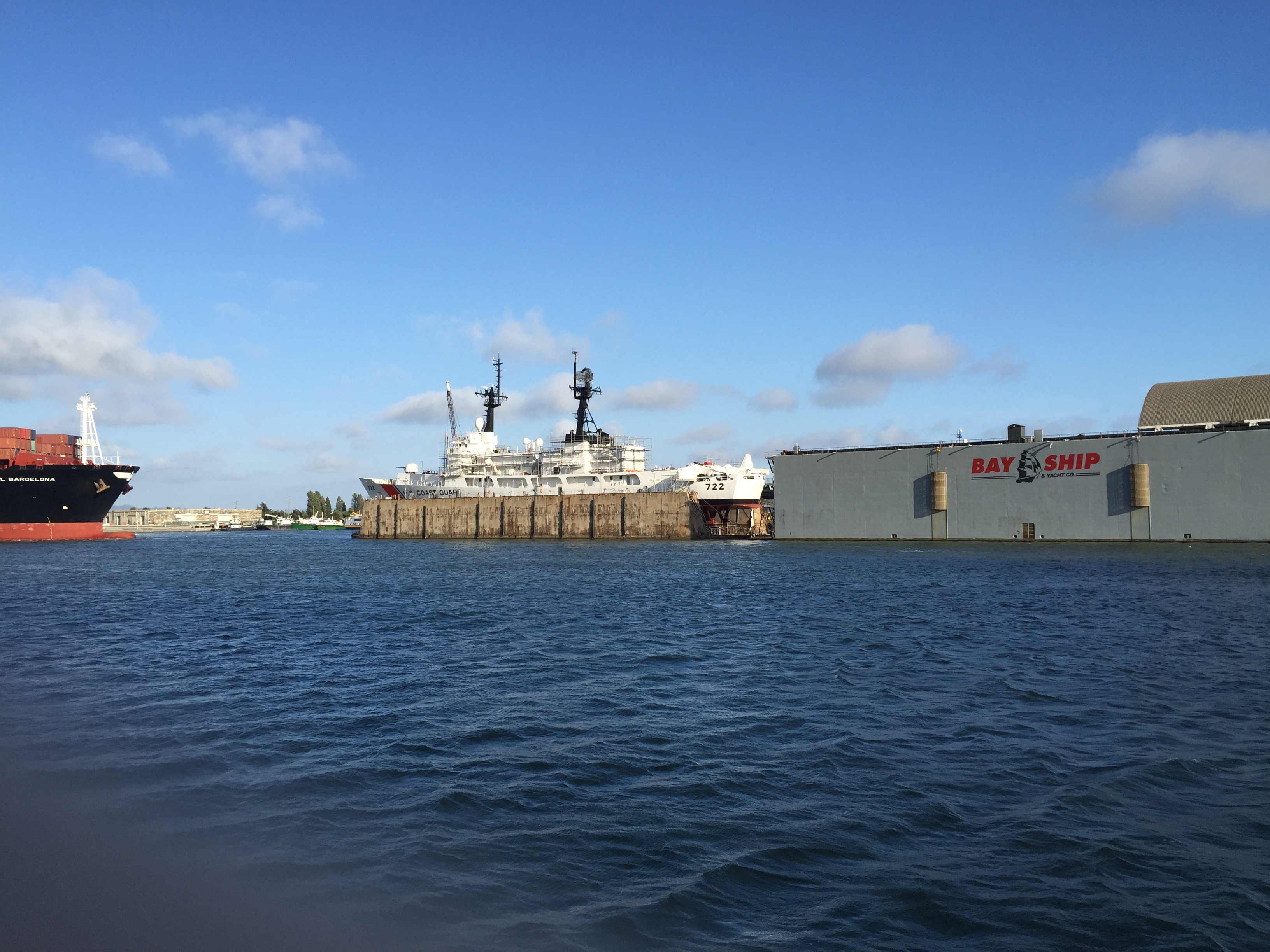
Công việc sơn mới của con tàu được tiết lộ

Vào ngày 18 tháng 4 năm 2017, tàu Morgenthau đã ngừng hoạt động tại cảng nhà của nó ở Honolulu, Hawaii. Tuần duyên Hoa Kỳ đã thông báo tàu Morgenthau sẽ được Việt Nam mua lại. Nó đã được chuyển cho Cảnh sát biển Việt Nam trong buổi lễ được tổ chức tại Honolulu ngày 25 tháng 5 năm 2017. Phía Việt Nam đã đưa vào biên chế vào nhóm tàu tuần tra với tên hiệu CSB 8020.